# Танабата
Танабата (јапански: たなばた или 七夕, у преводу "вече седмог"), познатији као Фестивал звезда, је јапански фестивал који води порекло од кинеског Ћиши фестивала. Прославља сусрет божанстава Орихиме и Хикобоши (представљени у виду звезда Вега и Алтаир). Према легенди, раставља их Млечни пут, и дозвољено им је да се виде само једном годишње седмог дана у седмом месецу лунарног календара. Датум Танабате варира од региона у земљи, али први празници су почињали 7. јула по Грегорианском календару. Прослава се одржава различитог датума између јула и августа.

## Историја
Фестивал је уведен у Јапан од стране царице Кокен, 755. године. Настао је од "Фестивала молитве за вештине" (乞巧奠 Кикоден), што је други назив за Ћиши, који се славио у Кини, и такође усвојен на царском двору у Кјоту из Хејан периода.
Фестивал је стекао велику популарност у широј јавности до раног Едо периода, када је постао мешавина са различитим Обон или Бон традицијама (јер се Обон раније прослављао 15. у седмом месецу), и развио се у савремени Танабата фестивал. Народни обичаји везани за фестивал варирају од региона у земљи, али обично, жене би пожелеле да су боље у шивењу, занатству, док би мушкарци пожелели за бољи рукопис, тако што би своје жеље написали на папирним тракама. Обичај је био да се користи роса са Таро листова како би направили мастило за писање жеља. Обон се сада одржава 15. августа по соларном календару, приближно првобитном датуму по лунарном календару, чинећи Танабату и Обон различите догађаје.
Назив Танабата може да води порекло од јапанског читања кинеских идеограма 七夕, који се раније читао као "шићисеки" (видети објашњење о различитим читањима кинесеких идеограма). Верује се да је шинто церемонија прочишћења постојала отприлике у исто време, где су шинто свештенице мико ткале посебну тканину на разбоју под називом танабата (棚機) и понудиле богу као молитву за заштиту пиринчаних усева од киша и олуја и за добру жетву касније на јесен. Ова церемонија се постепено спојила у Кикоден да би на крају настала Танабата.

## Прича
Као Ћиши и Ћилсеок, Танабата је инспирисана популарном причом из кинеског фолклора, "Ткаља и пастир". Неке верзије су укључене у Манјошу.
Најпопуларнија верзија:
Орихиме (織姫 Небеска принцеза ткаља), ћерка Тентеја (天帝 Небески цар, или сам универзум), ткала је прелепу одећу код обале Аманогаве (天の川 Млечни пут, буквално "Небеска река"). Њен отац је волео тканину коју је она ткала, па је свакодневно веома напорно радила на ткању. Међутим, Орихиме је била тужна што због свог напорног свакодневног рада никада није могла да упозна и да се заљуби у икога. Забринут за своју ћерку, Тентеи јој је организовао сусрет са Хикобошијем (彦星 звездани пастир, или буквално звездани дечак) (такође назван Кенгју (牽牛)) који је живео и радио на другој страни Амонагаве. Када су се упознали, исток тренутка су се заљубили један у другог и убрзо венчали. Међутим, откад се удала, Орихиме више није ткала за Тентеја, а Хикобоши је дозволио својим кравама да тумарају свуда по Небу. Разбесневши се, Тентеи је раздвојио ова два љубавника преко Амонагаве и забранио да се виде. Орихиме је очајавала због губитка свог мужа и питала оца да је пусти да га опет види. Тентеја су дирнуле ћеркине сузе и дозволио је да се поново виде 7. дана 7. месеца ако је вредно радила и завршила ткање. Када су први пут покушали да се сретну, открили су да је немогуће прећи реку јер није било моста. Орихиме је толико плакала да је јато сврака дошло и обећало да је направити мост својим крилима да би могла да пређе реку. Каже се да ако пада киша на Танабату, свраке не могу да дођу јер се река преплави, па морају да чекају до следеће године да се виде. Киша на овај дан се назива "Орихимина и Хикобошијева суза".

#### Имена
Орихиме и Хикобоши су имали разне варијације имена за различите верзије прича.
| Орихиме                                                                        | Хикобоши                       |
| ------------------------------------------------------------------------------ | ------------------------------ |
| Танабата-цуме Асагао-химе Ито-ори-химе Момоко-химе Такимоно-химе Сасагани-химе | О-Танабата-сама Каибоши Кенгју |

## Обичаји
У савременом Јапану, људи генерално прослављају овај дан пишући жеље, понекад у форми поезије на танзакуу (短冊), малом парчету папира, окаченом на бамбус, понекад са другим декорацијама. Бамбус и декорације се чесето пусте низ реку или пале након фестивала, око поноћи или сутрадан. Ово подсећа на обичај плутања папирних бродића и свећа на реци за време Обон фестивала. Многа места у Јапану имају свој обичај Танабате, који су обично везани за локалне Обон традиције. 

## Датум
Првобитни датум Танабате базиран је на јапанском лунарном календару, који је око месец дана иза Грегоријанског календара. Као резултат тога, неки фестивали се одржавају 7. јула, неки се одржавају пар дана око 7. августа, док се други још увек одржавају 7. дана 7. месеца традиционалног јапанског лунарног календара, што је обично у августу по Грегорианском календару.
Грегориански датуми "седмог дана седмог лунарног месеца јапанског лунарног календара" за предстојеће године су:
- 17. август 2018.
- 7. август 2019.
- 25. август 2020.
- 14. август 2021.
- 4. август 2022.

## Фестивали
Велики Танабата фестивали се одржавају на многим местима у Јапану, највише поред тржних центара и улица, који су украшени великим шареним тракама. Најпознатији Танабата фестивал се одржава у Сендају од 6. до 8. августа. У Канто регији, 2 највећа Танабата фестивала се одржавају у Хирацуки, Канагави (око 7. јула) и у Асагаји, Токио непосредно пре почетка Обон празника средином августа. Танабата фестивал се такође одржава у Сао Паулу, Бразил око првог викенда у јулу и у Лос Анђелесу, Калифорнија почетком августа.
Иако Танабата фестивали варирају од регије, већина фестивала саджи надметање Танабата украса. Остали догађаји могу бити параде и такмичење за Мис Танабате. Као и други јапански фестивали, многи улични штандови продају храну, обезбеђене су карневалске игре, итд. што доприноси свечаној атмосфери.
Токио Дизниленд и Токио Дизни море често прослављају Танабата фестивал саджећи параду са Мини као Орихиме и Мики као Хикобоши.

## Сендај фестивал
Најпознарији Танабата фестивал у Јапану је Сендај. Танабата се у Сендају славила од времена Дате Масамуне (1567-1636) који је био први војсковођа подручја Сендај. Фестивал је отпочео убрзо након оснивања града у раном Едо периоду. Танабата фестивал је постепено годинама постајао све већи. Иако је популарност фестивала почела да опада након Меиђи рестаурације, и скоро нестала током економске кризе која се појавила након Првог светског рата, волонтери у Сендају су оживели фестивал 1928. године и успоставили традицију одржавања фестивала од 6. до 8. августа.
Током Другог светског рата било је немогуће одржавање фестивала, и скоро без икаквих декорација је виђен град од 1943. до 1945. године, али после рата, први значајни Танабата фестивал у Сендају одржан је 1946. године и садржао је 52 декорације. 1947. године, Шова цар Хирохито је посетио Сендај и дочекан је са 5000 Танабата украса. Фестивал је накнадно постао један од три главна летња фестивала у Тохоку регији и постао главна туристичка атракција. Фестивал садржи гледање ватромета 5. августа.

На Сендај Танабата фестивалу, људи традиционално користе седам различитих врста декорација, где свака има посебно значење. Седам декорација и седам симболичких значења су:
- Папирићи (短冊 Танзаку): Ручно написане жеље за добру будућност земље и захвалница
- Папирни ждрал (折り鶴 Оризуру): Оригами декорација за дуг живот
- Торба (巾着 Кинћаку): Декорација за добар посао
- Мрежа (投網 Тоами): Папирна декорација за добар риболов
- Кеса за ђубре (くずかご Кузуго): Папирна декорација за чистоћу
- Траке (吹き流し Фукинагаши): Папирне цевасте траке за побољшање вештине ткања
- Украсна кугла (薬玉 Кусудама) обично украшена изнад трака. Направљена је према цвету Далији